# アメリカ合衆国本土

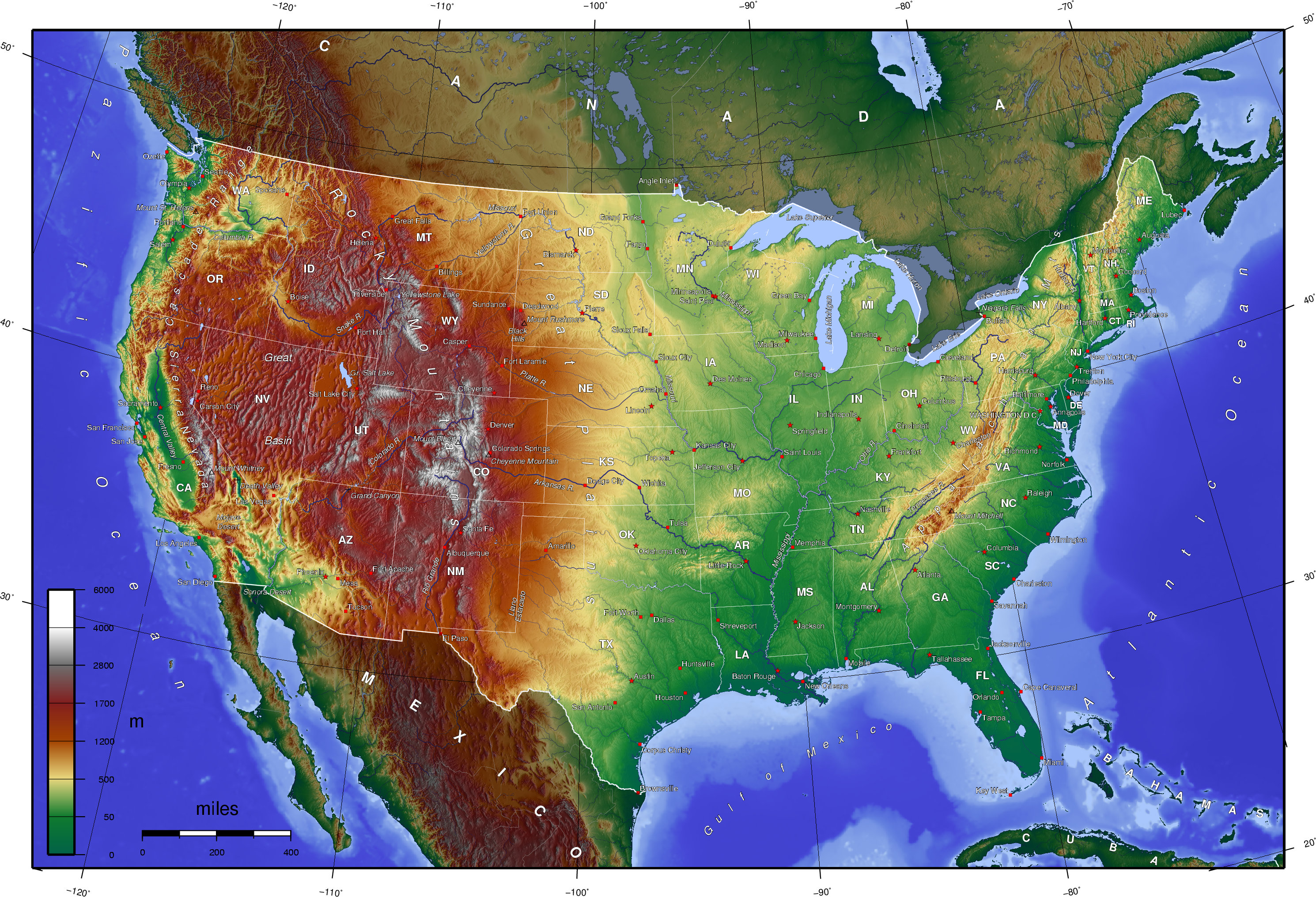
明るい部分がアメリカ合衆国本土

アメリカ合衆国本土（アメリカがっしゅうこくほんど、英語: Contiguous United States）とは、アメリカ合衆国の主要部分（本土）を示す。CONUSとも表される。

## 概要
contiguous は「隣接する」「切れ目なくつながる」の意で、すなわちカナダで隔てられるアラスカ州及び太平洋で隔てられるハワイ州を除いた48州とワシントンD.C.を指し、ほとんどの場合、この定義で使われる。
ただし、ハワイ州を除いた49州とワシントンD.C.を指して使われる場合もあり、この定義ではアメリカ合衆国大陸部（Continental United States）とも表される。
前者の定義が多く使われている理由は、地理的に隔絶しているほかに、アラスカとハワイが長らく州ではなかったこと、それにより徴税区分などが異なったことが挙げられる。
Lower 48という言葉がカナダのメディア等でも使われるが、ナショナルジオグラフィック協会は使わないよう勧めている。
面積は 8,080,464.3 km2 (3,119,884.69平方マイル) である。

## ハワイとアラスカにおける語の使用
ハワイとアラスカにおいては、CONUSの代わりに別の語を用いる。
- ハワイでは、the Mainland（本土）あるいは U.S. Mainland（合衆国本土）という語を用いる。
- アラスカでは、lower 48（南方の48州）あるいは Outside（外部）という語を用いる。

## 連邦法における用例
1959年のアラスカに関する法律の中でも、CONUSの語は使用されている。